# The Banker (película de 2020)
The Banker es una película estadounidense de drama dirigida, coescrita y producida por George Nolfi. La película es protagonizada por Anthony Mackie, Nicholas Hoult, Nia Long, Jessie T. Usher y Samuel L. Jackson. La historia sigue a Joe Morris (Jackson) y Bernard S. Garrett Sr. (Mackie), dos de los primeros banqueros afroamericanos en los Estados Unidos.
La película estaba originalmente programada para estrenarse en AFI Fest el 21 de noviembre de 2019, antes de un estreno limitado en cines a principios de diciembre. Un día antes de su estreno, Apple TV+ canceló el festival y pospuso el estreno en medio de acusaciones de abuso sexual contra Bernard Garrett Jr., el hijo de Bernard Garrett Sr. y coproductor de la película, cuyo crédito luego fue eliminado de la película. Estos cargos de abuso sexual infantil fueron hechos por las hermanastras de Garrett Jr., Cynthia Garrett y Sheila Garrett, y apoyados por la esposa de Garrett, quien todavía está viva y estuvo presente durante los eventos descritos en la película.
Fue estrenada en cines de forma limitada el 6 de marzo de 2020, antes de estrenarse digitalmente el 20 de marzo de 2020, por Apple TV+.

## Reparto
- Anthony Mackie como Bernard Garrett
- Nicholas Hoult como Matt Steiner
- Samuel L. Jackson como Joe Morris
- Nia Long como Eunice Garrett
- Scott Daniel Johnson como Robert Florance, Jr.
- Taylor Black como Susie
- Michael Harney como Melvin Belli
- Colm Meaney como Patrick Barker
- Paul Ben-Victor como Donald Silverthorne
- Jessie T. Usher como Tony Jackson
- Gregory Alan Williams como Britton Garrett
- Rhoda Griffis como la Sra. Barker
- Travis West como la Hijo de la Sra.. Cooper
- David Alexander como el Sr. Miller
- Jaylon Gordon como Bernard Garrett Jr.

## Producción
En octubre de 2018 se anunció que George Nolfi dirigiría la película, que coescribió con Niceole Levy. Samuel L. Jackson, Anthony Mackie, Nicholas Hoult, Nia Long y Taylor Black iban a protagonizar, y el rodaje comenzaría en Atlanta. La película se rodó parcialmente en Douglasville, Georgia y Newnan, Georgia. En noviembre se anunció un casting adicional.

## Estreno
En julio de 2019, Apple TV+ adquirió los derechos de distribución de la película. Estaba programada para tener su estreno mundial en AFI Fest el 21 de noviembre de 2019, seguido de un estreno limitado en cines el 6 de diciembre de 2019 y transmisión digital en enero de 2020. Sin embargo, después de que sus medias hermanas hicieran denuncias de agresión sexual contra uno de los productores de la película, Bernie Jr., el hijo de Bernard Garrett, el festival se canceló y la película se retiró de la programación.
Las medias hermanas de Bernie Jr. también acusaron a los realizadores de excluir a su madre, Linda, de la película. Él niega las acusaciones de agresión sexual, citando un conflicto familiar en torno a la infidelidad de Linda y la posterior separación de su padre, y los realizadores sostienen que el relato de los eventos representados en la película son el resultado de una investigación independiente y no el recuerdo de Bernie Jr.
La película finalmente se estrenó en un estreno limitado en cines el 6 de marzo de 2020, seguido de transmisión digital el 20 de marzo de 2020.

## Recepción
The Banker recibió reseñas generalmente postivas de parte de la crítica y de la audiencia. En el sitio web especializado Rotten Tomatoes, la película posee una aprobación de 79%, basada en 80 reseñas, con una calificación de 6.8/10, y con un consenso crítico que dice: "El enfoque tímido de The Banker para dramatizar su historia basada en hechos reales a menudo es superado por el trío de fuertes actuaciones en su núcleo." De parte de la audiencia tiene una aprobación de 92%, basada en más de 500 votos, con una calificación de 4.4/5.
El sitio web Metacritic le dio a la película una puntuación de 59 de 100, basada en 19 reseñas, indicando "reseñas mixtas o promedio". En el sitio IMDb los usuarios le asignaron una calificación de 7.3/10, sobre la base de 29 092 votos, mientras que en la página web FilmAffinity la cinta tiene una calificación de 6.6/10, basada en 1719 votos.